# Elisabeth Steinkellner

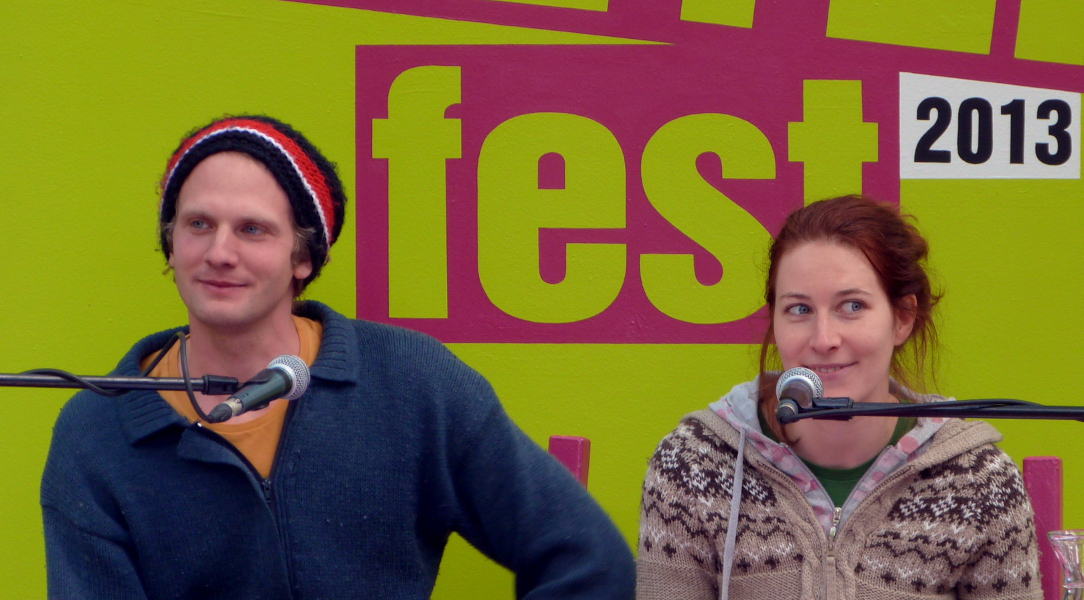
Michael Roher und Elisabeth Steinkellner beim Erlanger Poetenfest 2013

Elisabeth Steinkellner (geboren 1981) ist eine österreichische Autorin von Kinder- und Jugendliteratur.

## Leben
Steinkellner ist im Bezirk Neunkirchen im südlichen Niederösterreich aufgewachsen. Nach der Matura besuchte sie ein Kollege für Sozialpädagogik und studierte Kultur- und Sozialanthropologie an der Universität Wien. Sie schreibt Gedichte und Geschichten für Kinder, Jugendliche und Erwachsene und lebt mit ihrer Familie in Baden bei Wien.

## Werke
- Guten Morgen, schöner Tag!, Mit Illustrationen von Michael Roher, Innsbruck, Tyrolia Verlag, 2022
- Esther und Salomon. Mit Illustrationen von Michael Roher, Innsbruck, Tyrolia Verlag, 2021
- Papierklavier. Mit Illustrationen von Anna Gusella, Weinheim, Verlag Beltz & Gelberg, 2020
- Vom Flaniern und Weltspaziern, Reime und Sprachspiele. Illustrationen von Michael Roher, Innsbruck, Tyrolia-Verlag, 2019
- Dieser wilde Ozean, den wir Leben nennen. Weinheim, Beltz & Gelberg, 2018
- Die Nacht, der Falter und ich, Illustration von Michaela Weiss, Innsbruck, Tyrolia Verlag, 2016
- Die Kürbiskatze kocht Kirschkompott, Illustration von Michael Roher, Innsbruck, Tyrolia Verlag, 2016
- Rabensommer. Roman, Weinheim, Verlag Beltz & Gelberg, 2015
- Pepe und Lolo, Illustration von Michael Roher, Wien: Picus Verlag, 2014
- Wer fürchtet sich vorm lila Lachs?, gemeinsam mit Michael Roher, Wien: Luftschacht Verlag, 2013

## Auszeichnungen (Auswahl)
- Elisabeth Steinkellner wurde für ihre Kinderbücher bereits mehrmals mit dem Österreichischen Kinder- und Jugendbuchpreis ausgezeichnet, zuletzt 2017 für Die Nacht, der Falter und ich[1] und 2021 für Papierklavier.[2]
- Esther und Salomon wurde 2022 von der Jury der jungen Leser*innen in Wien als bestes Jugendbuch ausgezeichnet.[3]
- Empfehlungsliste des Katholischen Kinder- und Jugendbuchpreises 2022 (Esther und Salomon)
- Österreichischer Kinder- und Jugendbuchpreis 2022 - Kollektion (Esther und Salomon)[4]
- Kinder- und Jugendbuchpreis der Stadt Wien, 2021 (Esther und Salomon)
- Esther und Salomon wurde nominiert für LESERstimmen - der Preis der jungen Leserinnen 2021 (Leseförderungsaktion Büchereiverband Österreichs)
- Esther und Salomon wurde von der Deutschen Akademie für Kinder- und Jugendliteratur als Jugendbuch des Monats Juni 2021 empfohlen.
- Gehört im Juni 21 zu den „Beste 7 Bücher für junge Leser“, Deutschlandfunk.
- Die Zeit setzte Esther und Salomon auf die Empfehlungsliste zum LUCHS-Preis.
- Bologna Ragazzi Award (BRAW), Special mention in der Kategorie Poetry 2022
- Josef-Guggenmos-Preis für Kinderlyrik 2020, Empfehlungsliste für Vom Flaniern und Weltspaziern
- Kinder- und Jugendbuchpreis der Stadt Wien 2019, Preisbuch Kinderbuch (Vom Flaniern und Weltspaziern)

Katholischer Kinder- und Jugendbuchpreis
Die zehnköpfige Jury des Katholische Kinder- und Jugendbuchpreis hatte 2021 ihr Buch Papierklavier für den Preis vorgeschlagen. Dies wurde vom Ständigen Rat der deutschen Bischofskonferenz abgelehnt. Die Jury schlug kein anderes Buch vor, so dass der Preis in diesem Jahr nicht vergeben wurde. Es folgte eine Beschwerde von 222 Kinderbuchautoren und -illustratoren in einem offenen Brief an den Ständigen Rat der Deutschen Bischofskonferenz. Trotzdem wurde ihr der Preis nicht zuerkannt.